# Раста
Раста — річка в Білорусі у Дрибинському, Могильовському, Чауському й Славгородському районах Могильовської області. Прав притока річки Проні (басейн Дніпра).

## Опис
Довжина річки 100 км, похил річки 0,6 м/км , площа басейну водозбіру 1290 км² , середньорічний стік 6,8 м³/с . Формується притоками та безіменними струмками .

## Розташування
Бере початок біля села Олександрівка. Тече переважно на південний схід і за 2 км на південно-східній стороні від села Хоронове впадає у річку Проню, ліву притоку річки Сожу.